# Zabra
Die Zabra war ein hochseefähiges Segelschiff vom Typ einer Bark, das insbesondere in Spanien während des 17. und 18. Jahrhunderts Verwendung fand.
Die Zabra fasste rund 100 Bruttoregistertonnen und wurde meist auf dem Atlantik zum Austausch von Handelsgütern zwischen Europa und Amerika eingesetzt. Die Reisezeit zwischen den Kontinenten betrug weniger als 30 Tage. Zur Abwehr von Piraten und Korsaren führte die Zabra sechzig bis siebzig Kanonen mit.